# Matthew Cross (Cricketspieler)
Matthew Henry Cross (* 15. Oktober 1992 in Aberdeen, Vereinigtes Königreich) ist ein schottischer Cricketspieler, der seit 2013 für die schottische Nationalmannschaft spielt.

## Kindheit und Ausbildung
Cross konnte früh in die U13-Mannschaft von Schottland vordringen. Von dort aus durchlief er die Altersklassen des Verbandes und vertrat Schottland als Vize-Kapitän bei der ICC U19-Cricket-Weltmeisterschaft 2012. In seiner Jugend spielte er auch Fußball, unter anderem in der U15-Mannschaft von FC Aberdeen. Er absolvierte ein Ingenieursstudium an der Loughborough University.

## Aktive Karriere
In 2013 spielte er ein Spiel für Nottinghamshire, konnte sich jedoch nicht in einem First-Class-Team etablieren. Sein Debüt in der schottischen Nationalmannschaft gab er im Juli 2013 in der Twenty20-Serie gegen Kenia. Das ODI-Debüt folgte im Januar 2014 beim ICC Cricket World Cup Qualifier 2014 gegen Kanada. In seinem zweiten Spiel bei dem Turnier erzielte er gegen Kenia sein erstes internationales Fifty (55 Runs). Er war Teil des schottischen Kaders beim Cricket World Cup 2015, wo er als beste Leistung 23 Runs gegen England erreichte. Im Sommer 2015 reiste er mit dem Team nach Irland, wo er ein Fifty über 60 Runs erzielte. Bei der ICC World Twenty20 2016 konnte er beim Sieg gegen Hongkong 22 Runs beisteuern. Im Oktober 2017 erreichte er im Rahmen der ICC World Cricket League Championship 2015–17 in Papua-Neuguinea ein Fifty über 91 Runs. Bei einem Drei-Nationen-Turnier in den Vereinigten Arabischen Emiraten gelang ihm gegen den Gastgeber ein Century über 107* Runs aus 110 Bällen, wofür er als Spieler des Spiels ausgezeichnet wurde. Ein weiteres Century gegen die Vereinigten Arabischen Emirate folgte beim ICC Cricket World Cup Qualifier 2018 als er für 114 Runs aus 135 Bällen erneut ausgezeichnet wurde.
Im Sommer 2018 konnte er bei einem Drei-Nationen-Turnier in den Niederlanden gegen den Gastgeber 50 Runs erreichen. Im Vorlauf zur folgenden Weltmeisterschaft gelang ihm ein Fifty über 55 Runs gegen Sri Lanka. Ein weiteres Fifty über 59 Runs erzielte er bei einem heimischen Drei-Nationen-Turnier gegen den Oman. Im September folgte ein weiteres (76 Runs) bei einem Drei-Nationen-Turnier in Irland gegen den Gastgeber. Beim ICC T20 World Cup Qualifier 2019 folgten je ein Fifty gegen die Niederlande (52 Runs) und Oman (61* Runs). Bei einem weiteren Drei-Nationen-Turnier in den Vereinigten Arabischen Emiraten im Dezember erreichte er 53 Runs gegen den Gastgeber. Nach der Pause auf Grund der COVID-19-Pandemie konnte er im September 2021 70 Runs gegen Papua-Neuguinea bei einem Drei-Nationen-Turnier im Oman. Seine beste Leistung beim ICC Men’s T20 World Cup 2021 waren dann 45 Runs beim Sieg gegen Papua-Neuguinea. Bei einem Drei-Nationen-Turnier in den Vereinigten Staaten im Mai 2022 konnte er gegen den Gastgeber 74 Runs erreichen. Im weiteren Verlauf des Sommers erzielte er bei einem ODI gegen Neuseeland ein weiteres Fifty (53 Runs), ebenso wie bei einem heimischen Drei-Nationen-Turnier gegen die Vereinigten Arabischen Emirate (85 Runs).
Beim ICC Men’s T20 World Cup 2022 war er erneut im Kader und konnte dort als beste Leistung 28 Runs gegen Irland erreichen. Im Sommer 2023 erzielte er beim Sieg gegen die West Indies beim ICC Cricket World Cup Qualifier 2023 ein Fifty über 74* Runs. Er wurde für den ICC Men’s T20 World Cup 2024 nominiert, wo seine beste Leistung 18 Runs gegen Australien war.